# Präsidentschaftswahl in Frankreich 1958
Die Französische Präsidentschaftswahl 1958 war die erste der Fünften Republik und fand am 21. Dezember 1958 statt. Im Gegensatz zu den späteren Wahlen handelte es sich nicht um eine Direktwahl durch das Volk, sondern eine Wahl durch ein Wahlmännergremium. Zum Staatspräsidenten gewählt wurde im ersten von zwei möglichen Wahlgängen General Charles de Gaulle. Als Kandidaten traten neben de Gaulle der Kommunist Georges Marrane und der Mathematiker Albert Châtelet an. Dieser wurde von einer Vereinigung namens Union des forces démocratiques unter Führung von François Mitterrand nominiert, deren Mitglieder in Opposition zur Zustimmung der Mitte-links-Parteien (SFIO, Parti radical) für de Gaulle gegen dessen Rückkehr an die Staatsspitze eintraten und deshalb einen Gegenkandidaten nominiert hatten. 
Die Amtszeit des Staatspräsidenten betrug damals sieben Jahre („Septennat“); die Zahl der Wiederwahlen war damals nicht begrenzt.

## Grundlagen
Nach den Artikeln 6 und 7 der neuen Verfassung wurde der Präsident der Republik für eine Dauer von 7 Jahren durch ein Wahlmännerkollegium (Collège électoral) gewählt.
Zur Ausführung der knappen Bestimmungen der Verfassung hatte die Regierung aufgrund einer speziellen Ermächtigung in den Übergangsbestimmungen der Verfassung am 7. November 1958 eine Ausführungsverordnung mit Gesetzeskraft erlassen. Diese bestimmte auch die Wahl der von den Gemeinden zu bestimmenden Wahlmänner und die Stimmabgabe. Die Stimmabgabe erfolgte jeweils an den Hauptorten der einzelnen Départements.
Kandidaten mussten mindestens 12 Tage vor dem ersten Wahlgang von mindestens 50 Wahlmännern beim Verfassungsrat vorgeschlagen werden und ihrer Kandidatur zustimmen.
Zur Wahl im ersten Wahlgang war die absolute Mehrheit erforderlich. Hätte diese kein Kandidat errungen, hätte in einem zweiten Wahlgang die relative Mehrheit ausgereicht.
Die Wahl vom 21. Dezember 1958 blieb die einzige indirekte Präsidentenwahl der Fünften Republik. Am 28. Oktober 1962 stimmten die französischen Bürger in einem Volksentscheid einer Verfassungsänderung zu. Durch das in diesem Volksentscheid angenommene Gesetz wurde die Verfassung dahingehend geändert, dass der Präsident nunmehr durch Direktwahl gewählt werden sollte.

## Wahlmännerkollegium
Dem Wahlmännerkollegium gehörten nach Artikel 6 der Verfassung an:
- die Abgeordneten der Nationalversammlung sowie (theoretisch) des Senats, wobei letzterer noch nicht gewählt war,
- alle Mitglieder der Generalräte der Départements und der Vertretungskörper der Überseegebiete,
- die Bürgermeister der Gemeinden,
- eine nach Gemeindegröße abgestufte Zahl von Beigeordneten und weiteren Vertretern der Gemeinderäte von Gemeinden mit über 1.000 Einwohnern,
- Vertreter der Mitgliedstaaten der Französischen Gemeinschaft.

Wahlmänner, die als Mitglieder der Generalräte oder Vertretungskörper der Gebietskörperschaften und zugleich Mitglieder des Parlaments waren, mussten in der erstgenannten Eigenschaft einen Ersatzvertreter benennen, der vom Vorsitzenden des Generalrates bzw. anderen Vertretungskörpers zum Wahlmann ernannt wurde. Wahlmänner, die als Bürgermeister, Beigeordneter oder Gemeinderat von Gesetzes wegen Wahlmänner der Gemeinden gewesen wären, zugleich aber schon als Mitglied des Parlaments, eines Generalrats oder eines Vertretungskörpers einer Gebietskörperschaft dem Wahlmännerkollegium angehörten. Diese wurden als Gemeindevertreter durch das rangnächsten Mitglied des Gemeinderates ersetzt.
Das Kollegium bestand aus 81.764 Wahlmännern, davon
- 76.346 aus dem Mutterland,
- 1.262 aus den Überseedépartements Guadeloupe, Französisch-Guayana, Martinique und Réunion,
- 79 aus Algerien,
- 220 aus der Sahara (Départements Oasis und Saoura),
- 214 aus den Überseeterritorien Komoren, Französisch-Somaliland, Neukaledonien, Französisch-Polynesien und Saint-Pierre und Miquelon
- sowie 3.643 aus den Mitgliedstaaten der Französischen Gemeinschaft, nämlich Dahomey, Elfenbeinküste, Gabun, Madagaskar, Mauretanien, Mittelkongo, Niger, Obervolta, Senegal, Sudan, Tschad und Ubangi-Schari.[8]

Den Wahlmännern der überseeischen Gebiete wurde das Recht eingeräumt, statt in ihrem eigenen Département ihre Stimme im Département Seine abzugeben. Hiervon machten 13 algerische Wahlmänner Gebrauch, die damit bei der Feststellung der Ergebnisse als Wahlmänner des Departements Seine gezählt wurden.
Für die Wahlmänner bestand Wahlpflicht. Die unentschuldigte Nichtteilnahme an der Wahl konnte mit einer Geldbuße bis zu 3.000 Francs geahndet werden.
Insgesamt gaben 81.290 Wahlmänner ihre Stimme ab, davon waren 79.470 Stimmen gültig.

## Amtliches Endergebnis
Die provisorische Verfassungskommission stellte am 8. Januar 1959 das amtliche Endergebnis wie folgt fest:
| Kandidat          | Stimmen | Anteil  |
| ----------------- | ------- | ------- |
| Charles de Gaulle | 62.394  | 78,51 % |
| Georges Marrane   | 10.355  | 13,03 % |
| Albert Châtelet   | 06.721  | 08,46 % |

Da hiernach Charles de Gaulle mehr als die Hälfte der gültigen Stimmen erhalten hatte, wurde er für im ersten Wahlgang zum Präsidenten der Republik und der Gemeinschaft gewählt erklärt.